# Grimaldi Lines

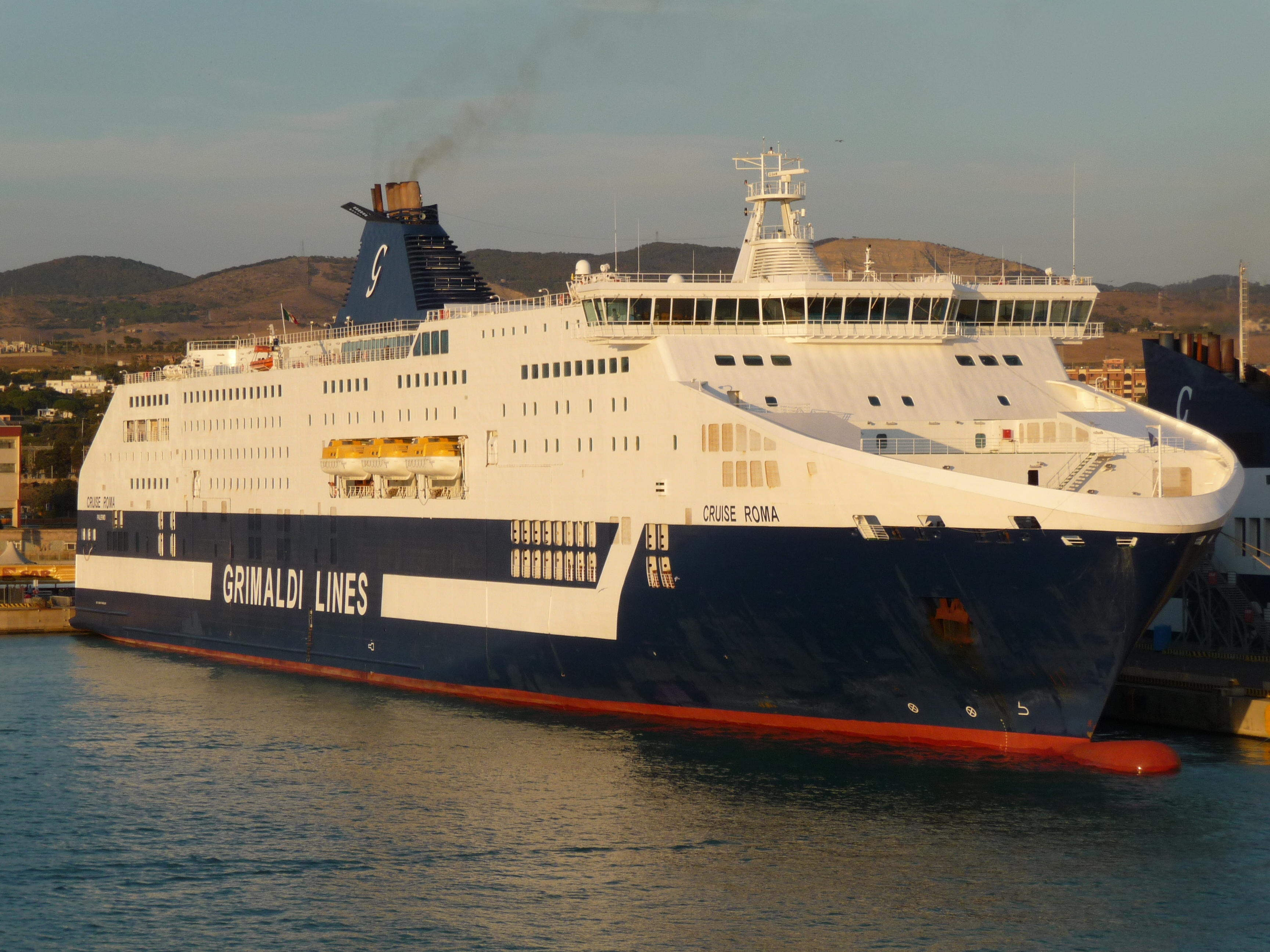
Cruise Roma, encargado junto a su gemelo Cruise Barcelona de cubrir la relación Barcelona-Civitavecchia.

Grimaldi Lines es una compañía italiana de transporte marítimo de pasajeros y mercancías, que opera rutas entre Italia y ciudades del Mediterráneo. Perteneciente al Grupo Grimaldi, fue fundada en el año 2000.

## Rutas

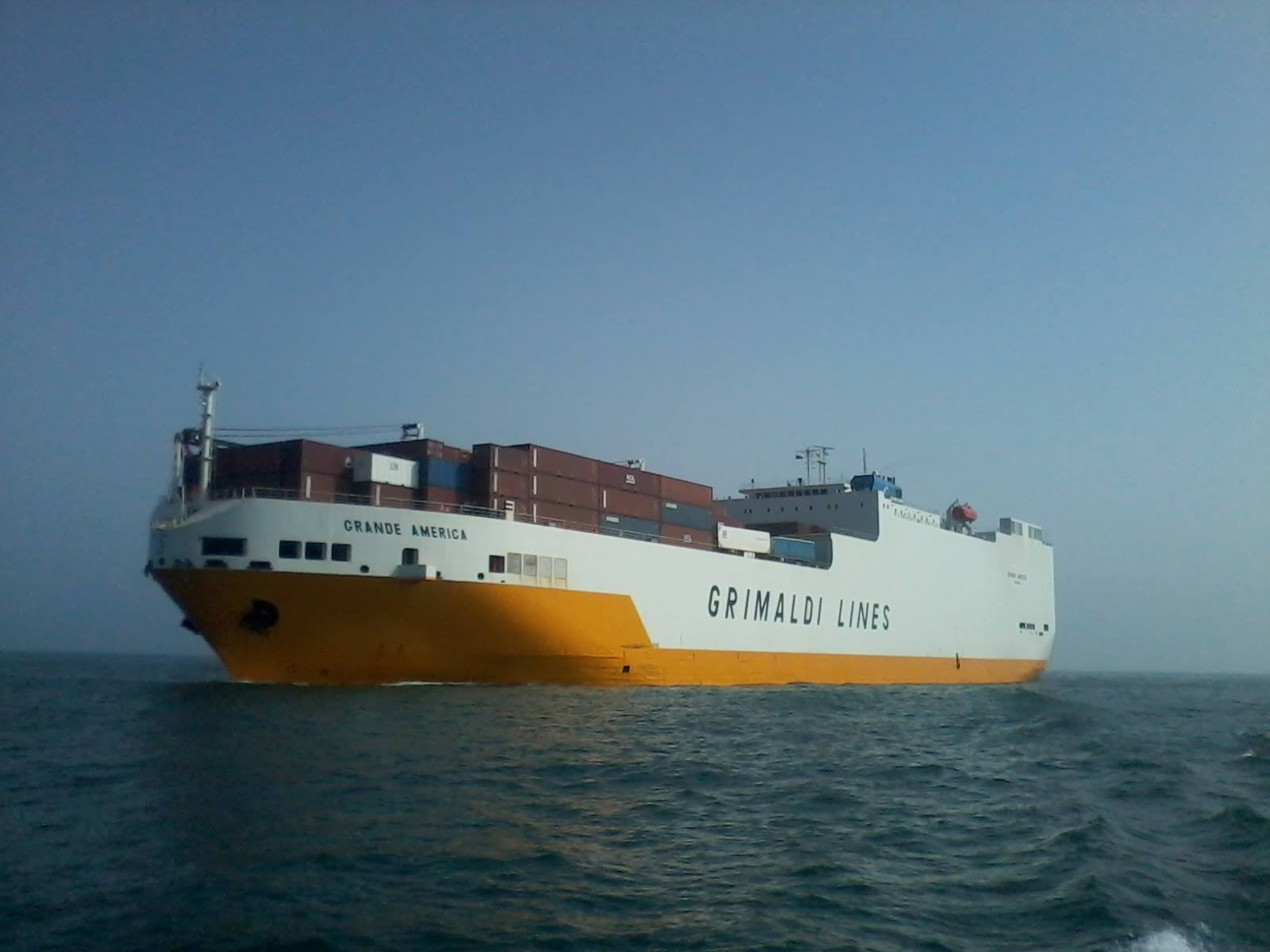
Grande America, ruta Hamburgo-Casablanca, inmerso 12 de marzo de 2019

- Barcelona-Porto Torres[3]-Civitavecchia
- Livorno-Barcelona-Tánger Med
- Civitavecchia-Palermo
- Civitavecchia-Túnez
- Palermo-Túnez
- Trapani-Túnez
- Salerno-Túnez
- Salerno-La Valeta
- Catania-La Valeta
- Bríndisi-Corfú-Igumenitsa
- Bríndisi-Igumenitsa-Patras